# Nikola Čorko
Nikola Čorko je bio pomorski kapetan iz Perasta iz hrvatske obitelji Čorko. Obnašao je visoke pomorske, vojne i diplomatske dužnosti u Španjolskoj. Jedan je od Peraštana koji su se istakli u inozemnim flotama, poput Matije Zmajevića.
Dugo se vremena smatralo da je u 2. polovici 17. stoljeća postao španjolski markiz na dvoru i guverner Balearskog otočja bio Krsto Čorko, a razlog je bio navod u knjizi Povijest Perasta konta Frana Viskovića. Miloš Milošević je pretraživao španjolske pismohrane i nije našao potvrdu da je to bio Krsto, nego Niko, prema podatcima iz zadarske znanstvene knjižnice.